# 李蕃 (清朝)
李蕃（1621年—？），字錫微，號懶菴、又号振公。通江縣流二溝（今通江縣興隆鄉）人。
生於明天啟元年（1621年），母早逝，由祖母照料。祖母授以章句，皆成誦不忘。21歲補弟子員。雖家貧，力學不懈。清顺治十四年（1657年）中举人。康熙十年（1671年），任山东黄县知县，有人送白银“为老爷洗尘”，李蕃拒收，並除此陋規。時逢天災，饿殍载道，前几任县令皆謊稱豐年，李蕃为赈济灾民，请求“委堪费”，不足之數，带头卖田产百余亩，時稱“濟田”，乡绅亦争先捐献粮钱。